# USS Nimitz (CVN–68)
Az USS Nimitz a róla elnevezett Nimitz osztályú nukleáris repülőgép-hordozók első hajója, melyet az USA haditengerészete állított hadrendbe. A világ egyik legnagyobb hadihajója nevét Chester Nimitzről, az USA utolsó flottatengernagyáról kapta. 
A Newport News Shipbuilding vállalatnál készült, hajógerincét Newport News városában 1968. június 22-én tették le. A hajót 1972-ben keresztelték meg, majd 1975. május 3-án helyezték üzembe egy ünnepségen, amelyen részt vett Gerald Ford  elnök is.
A reülőgép-hordozó 2020 áprilisa és 2021 februárja között egy rekord hosszú, 340 napos bevetést teljesített. 
Az USS Nimitz 2025-ben a legidősebb szolgálatban lévő amerikai repülőgép-hordozó. A Nimitz-osztályú repülőgép-hordozók élettartamuk (50 év) végéhez közelednek. A hajó élettartamát 13 hónappal meghosszabbították, hogy 2026-ig üzemképes maradjon. 2026-tól tervezik a deaktiválását és leszerelését. 2026 áprilisában a virginiai Norfolk haditengerészeti állomáson fogják elhelyezni, majd rá egy hónappal kivonják.  A Huntington Ingalls Inc. vállalat fogja a hordozó deaktiválását és a nukleáris üzemanyag eltávolítását elvégezni.
A Nimitz nagyjából 50 éves szolgálati ideje alatt több halálos baleset is történt a fedélzetén. A két legjelentősebb esemény közé tartozik egy EA-6B Prowler lezuhanása 1981-ben, amely 14 tengerész halálát és több tucatnyi sérültet követelt, valamint egy A3 Skywarrior bombázó lezuhanása 1987-ben, amely hét ember életét követelte.
Az 1980-ban bemutatott Végső visszaszámlálás amerikai akció sci-fi film több jelenetét a hajón vették fel. 